# Căn phòng ám ảnh
Căn phòng ám ảnh (tựa gốc tiếng Anh: The Disappointments Room) là phim điện ảnh kinh dị tâm lý của Mỹ năm 2016 do D. J. Caruso đạo diễn, với kịch bản do Caruso viết từ người tiền nhiệm Wentworth Miller. Phim có sự tham gia của Kate Beckinsale và Mel Raido trong vai cặp vợ chồng đến một ngôi nhà mới, ở trong đó chứa một căn phòng bí ẩn có quá khứ đen tối và ám ảnh. Phim khởi chiếu ở Việt Nam vào ngày 21 tháng 10 năm 2016.

## Nội dung
Một kiến trúc sư tên Dana Barrow cùng với chồng cô là David và cậu con trai Lucas chuyển từ Brooklyn đến một căn biệt thự ở vùng nông thôn North Carolina. Người chủ cũ của căn nhà này đã mất vào thế kỷ 19. Khi đến nơi, Dana bắt đầu gặp ác mộng về một con chó chăn cừu Đức. Cô tìm thấy một bia mộ trong khuôn viên và căn phòng bí mật trên gác mái. Khi vào căn phòng, Dana gặp ảo giác về một cô bé bị cha hành hạ, từ đó cô dần bị suy nhược thần kinh.
Vợ chồng Dana không chỉ có Lucas mà còn có một cô con gái tên Catherine nhưng cô bé đã qua đời một năm trước. Dana nghiên cứu lịch sử của căn biệt thự, tìm hiểu về người chủ cũ là Thẩm phán Ernest Blacker và Laura Blacker, con gái ông ta. Nhà sử học địa phương Judith nói với cô rằng gia đình Blacker có một "căn phòng ám ảnh" trên gác mái, nơi các gia đình giàu có danh giá dùng để giam giữ những đứa con dị dạng hoặc tàn tật của họ. Khi nghiên cứu về căn biệt thự, tinh thần của Dana bỗng dưng khá hơn và cô ngừng uống thuốc. Cô lại thấy hình ảnh Blacker, Laura và con chó chăn cừu.
Trong khi David đang tiếp đãi bạn bè trong nhà thì Dana thuê một người thợ là Ben Philips Jr. đào bia mộ ở sân sau. Hồn ma Blacker giết chết Ben, sau đó Dana thấy xác của anh ta bị treo lên cây, bên trong ngôi mộ có bộ xương dị dạng của Laura. Bước vào căn phòng ám ảnh, cô chứng kiến cảnh hồi tưởng về việc Blacker giết chết Laura bằng búa khi vợ ông ta cố gắng ngăn cản ông ta. Con chó của Blacker tấn công Dana, cô bẻ cổ nó và ngăn cản Blacker làm hại Lucas bằng cách dùng búa đập ông ta. Trong lúc đó, hồn ma Laura đã chạy khỏi căn nhà, được tự do và biến mất. David trấn an Dana khi thấy cô đập liên tục vào giường của con trai họ.
Dana nhớ lại cái chết của Catherine, một cảnh hồi tưởng cho thấy Catherine đã chết vì ngạt thở sau khi Dana ngủ quên trên người cô bé. Cô không còn phân biệt được đâu là thật sau khi gặp ảo giác về việc Blacker giết hại Ben và xác của Ben bị treo lên. David nói rằng gia đình họ sẽ trở lại Brooklyn, hi vọng nơi thành phố hoa lệ sẽ giúp Dana khỏe hơn. Trước khi rời đi, David tháo cánh cửa ra khỏi căn phòng ám ảnh, Dana mang theo một tượng nhỏ (đồ chơi) của Laura. Khi gia đình lái xe đi, Dana phát hiện hồn ma Blacker đang nhìn họ từ cửa sổ.